# Suctobelbella flabellifera
Suctobelbella flabellifera är en kvalsterart som först beskrevs av Balogh 1958.  Suctobelbella flabellifera ingår i släktet Suctobelbella och familjen Suctobelbidae. Inga underarter finns listade i Catalogue of Life.